# 德賴登鎮區 (明尼蘇達州錫布利縣)
德賴登鎮區（英語：Dryden Township）是位於美國明尼蘇達州錫布利縣的一個行政鎮區。

## 歷史
德賴登鎮區於1858年成立，得名自英國著名詩人、文學家、文學評論家、翻譯家约翰·德莱顿（John Dryden）。

## 地方資料
德賴登鎮區的面積為89.30平方千米，當中陸地面積為85.02平方千米，而水域面積為4.28平方千米。根據2020年美國人口普查的數據，當地共有人口301人，而人口密度為每平方千米3.37人。